# Clamidospora

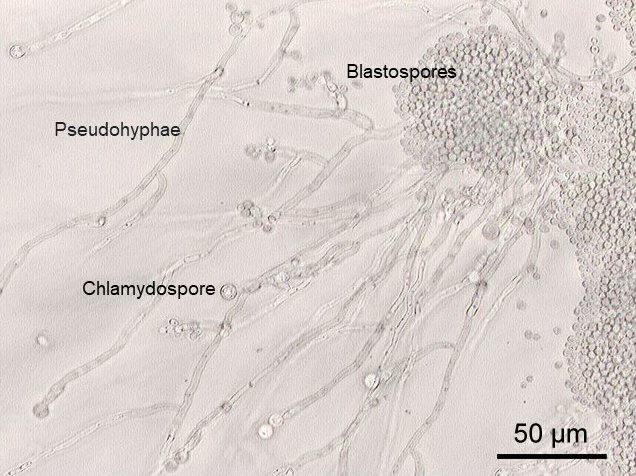
Clamidosporas de la levadura Candida albicans.

Una  clamidospora es un tipo de espora de paredes gruesas de varias clases de los hongos. Es una etapa del ciclo vital del organismo que sobrevive en condiciones desfavorables, tales como estaciones secas o cálidas. 
Las clamidosporas son generalmente de color oscuro, esférica y una superficie lisa (sin adornos). Son multicelulares, con las células conectadas entre ellas por poros interiores. 
Las clamidosporas son el resultado de la reproducción asexual (mediante los conidios llamados clamidoconidios) o (raramente) por reproducción sexual. La teliospora es una clase especial de clamidospora de los hongos Urediniomycetes. 